# Sematophyllum rivuletorum
Sematophyllum rivuletorum är en bladmossart som beskrevs av Brotherus 1925. Sematophyllum rivuletorum ingår i släktet Sematophyllum och familjen Sematophyllaceae. Inga underarter finns listade i Catalogue of Life.